# Splendid (caffè)
Splendid è un marchio di caffè nato a Torino nel 1969 presso la torrefazione Società Generale del Caffè. La società è stata rilevata nel 1972 dalla Procter & Gamble, nel 1992 passa alla Kraft Foods con sede a Milano, ora Mondelēz International. Nel luglio 2015, nell'ambito di una riorganizzazione del Gruppo Mondelez, la società viene ceduta al Gruppo Jacobs Douwe Egberts (secondo gruppo al mondo nell'ambito della commercializzazione del caffè).
Il marchio viene prodotto in versione "Classica", "Ricco", "Oro 100% Arabica Sviluppo Sostenibile", "Espresso" e "Decaffeinato". Inoltre il caffè viene anche realizzato in cialde per macchinette, capsule, in versione solubile e cappuccino.